# زبان‌های فرانسه
از میان زبان‌های فرانسه، بر اساس ماده دوم قانون اساسی فرانسه، تنها زبان رسمی فرانسوی است. فرانسوی، یک زبان گالو-رومنس، تقریباً توسط کل جمعیت فرانسه صحبت می‌شود.
علاوه بر فرانسوی، چندین زبان منطقه‌ای نیز به درجات مختلف صحبت می‌شود، مانند آلزاسی، یک گویش آلمانی (که توسط ۱٫۴۴٪ از جمعیت صحبت می‌شود)، زبان باسکی، برتون، زبان سلتیک (با ۰٫۶۱٪ صحبت می‌شود)، کورسی، یک زبان ایتالیایی-دالماتیایی؛ و زبان‌های مختلف گالو-رومانسی، زبان‌های اوییل ۱٫۲۵٪ و اکسیتان ۱٫۳۳٪. برخی از این زبان‌ها در کشورهای همسایه مانند بلژیک، آلمان، سوئیس، ایتالیا یا اسپانیا نیز صحبت می‌شود.